# شرمة (تريم)

'

تعديل مصدري - تعديل

شرمة هي إحدى قرى عزلة تريم بمديرية تريم التابعة لمحافظة حضرموت، بلغ تعداد سكانها 27 نسمة حسب تعداد اليمن لعام 2004.